# ジョン・オーピー
ジョン・オーピー（John Opie RA、1761年5月16日 - 1807年4月9日）は18世紀後半のイギリス、コーンウォール生まれの画家である。肖像画や歴史画を描いた。王立美術院の教授も務めた。

## 略歴
コーンウォールの町、Trevellasに生まれた。父親は大工の親方で、早くから絵や数学の才能を示し、12歳の時に、貧しい子供のための学校を開くが、父親は喜ばず、大工の見習いに出された。
オーピーの芸術的才能は地元の医師で風刺画家でもあったジョン・ウォルコット（John Wolcot:筆名:Peter Pindar）の注意を引き、ウォットコットは1775年に大工見習いをしているオーピーを訪ね、才能を認め、年期奉公を解消させ、自分の家に住まわせて教育を施し、肖像画の依頼をとって修行させた。
コーンウォールで肖像画家としての経験を積んだ後、1781年にウォルコットとロンドンに出た。はじめ、ウォルコットと契約し、仕事を取って貰った。ウォルコットは有名な画家、ジョシュア・レノルズたちに、独学の天才画家としてオーピーを売り込み、レノルズの賞賛を得た。ウォルコットは人脈を使って、王室の人々にもオーピーを紹介し、国王、ジョージ3世もオーピーのメアリー・ディレイニーの肖像画を購入した。ウィリアム・ヘンリー王子ら王族の肖像画の注文を得ることができた。
1782年に王立美術院の展覧会に初めて出展し、その年アン・メイ(Ann May)という女性と結婚したが、最初の結婚はうまくいかず、1796年に離婚した。1798年に作家のアメリア・オールダーソンと知り合い再婚した。
最初の華々しい成功の後、急速に人気が落ちた。オーピーは技術を磨き、文学的な題材に取り組むようになり、1786年に最初の歴史画である『ジェームズ1世の暗殺』を描き、翌年『リッチオの殺人』を描いた。これによって王立美術院の準会員に選ばれ、1788年に正会員に選ばれた。1798年に再婚した。ウィリアム・シェイクスピアの戯曲の場面を描いて出版するプロジェクト、ボイデル・シェイクスピア・ギャラリーのために、『ロメオとジュリエット』のシーンなどの原画を描いた。
1805年に王立美術院の教授に任じられた。教えた画家にはヘンリー・トムソンらがいる。

## 作品

### 肖像画

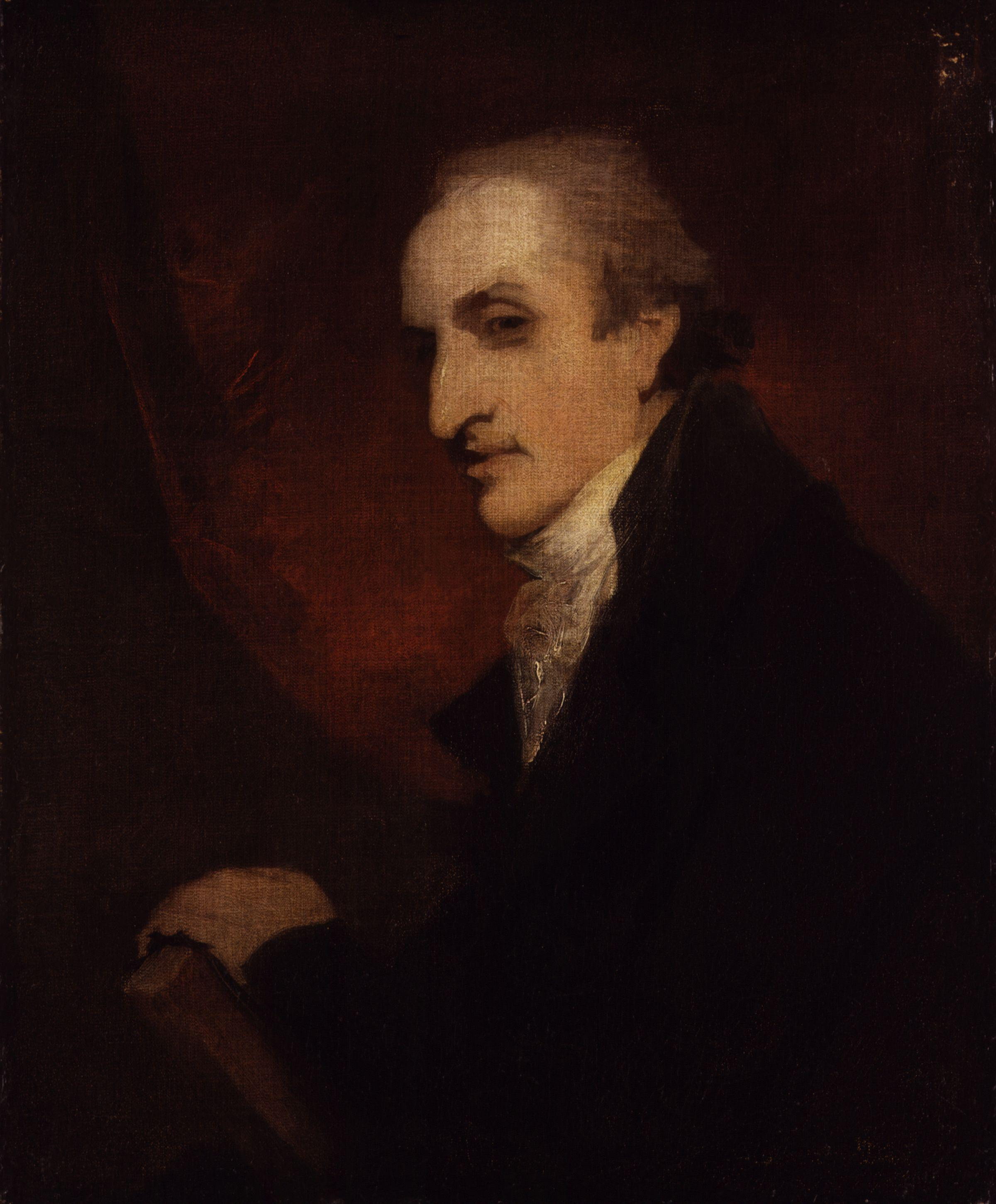
クイーンズベリー公爵
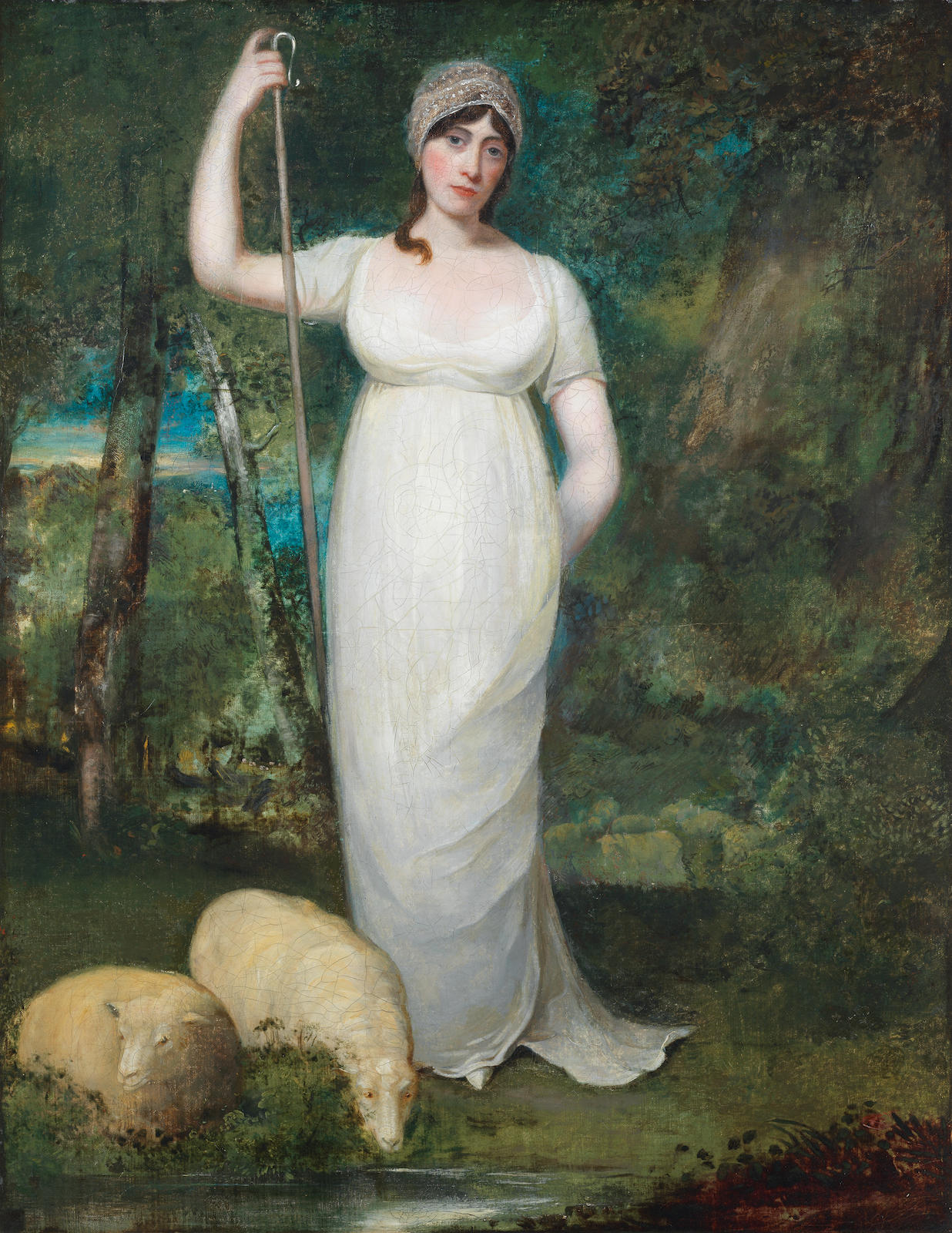
ティアコネル伯爵夫人
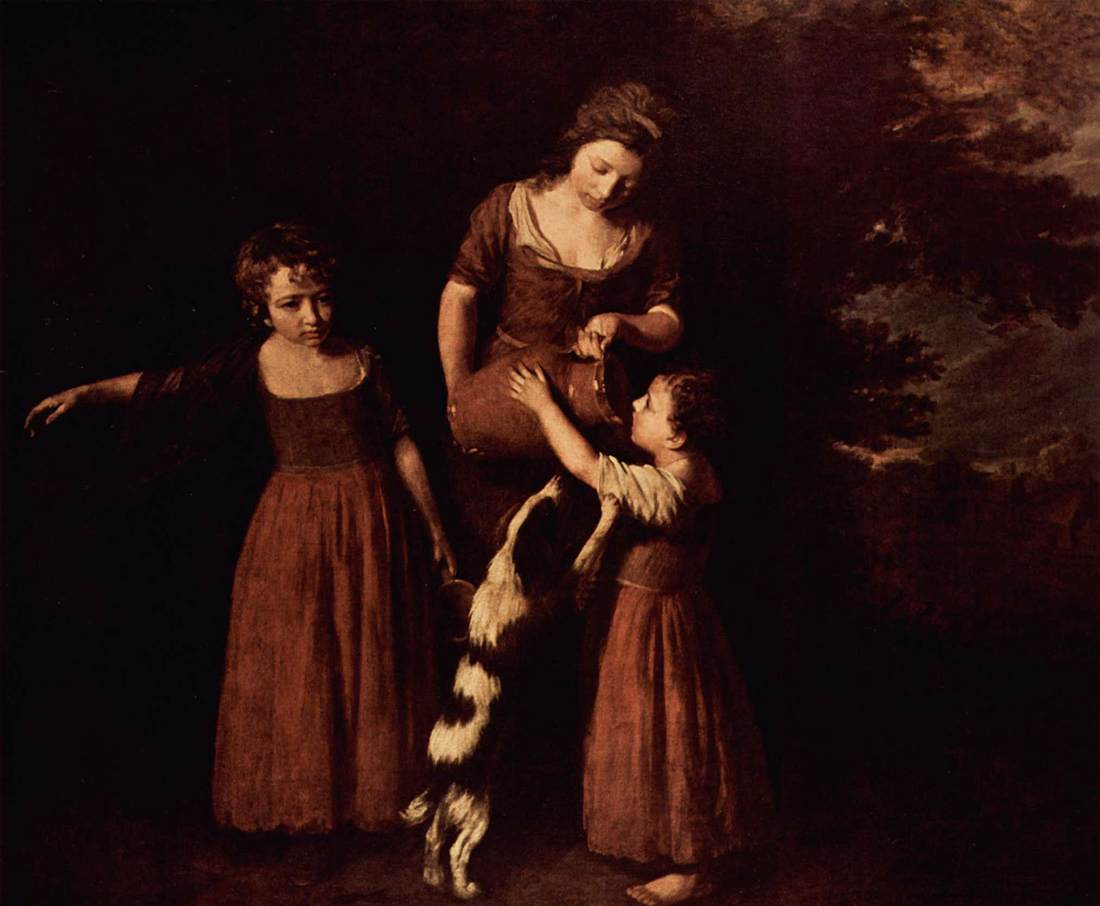
『農家の家族』
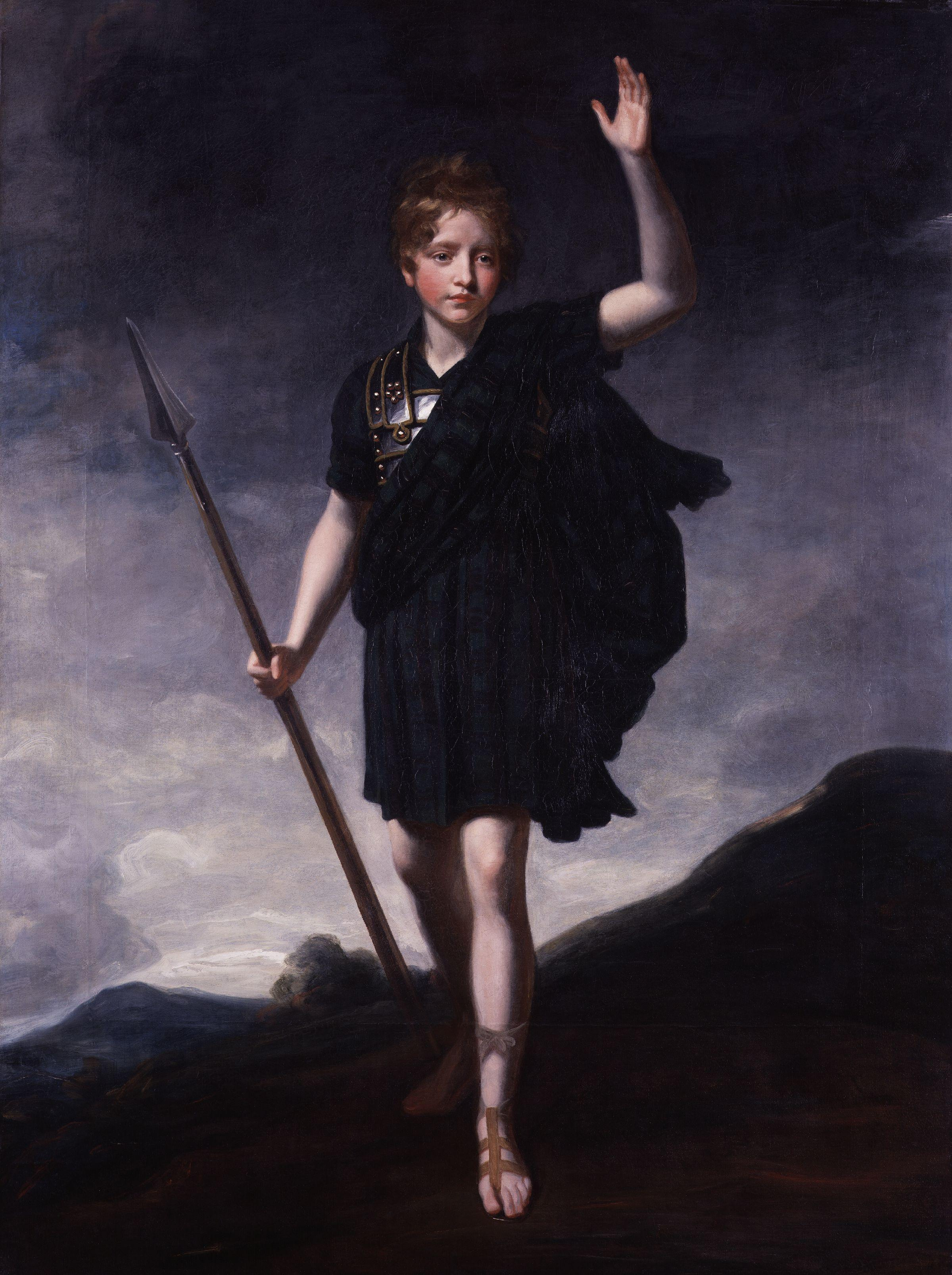
マスター・ベティ（子供俳優）

### 歴史画

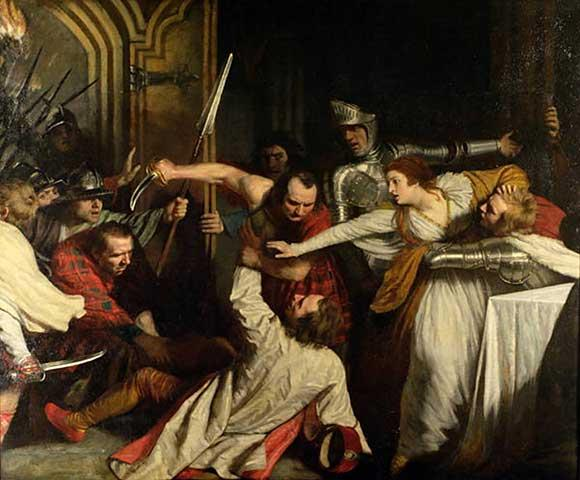
『リッチオの殺人』
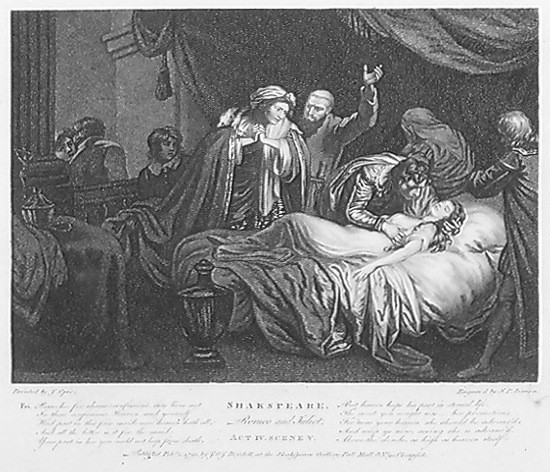
「ジュリエットの死」
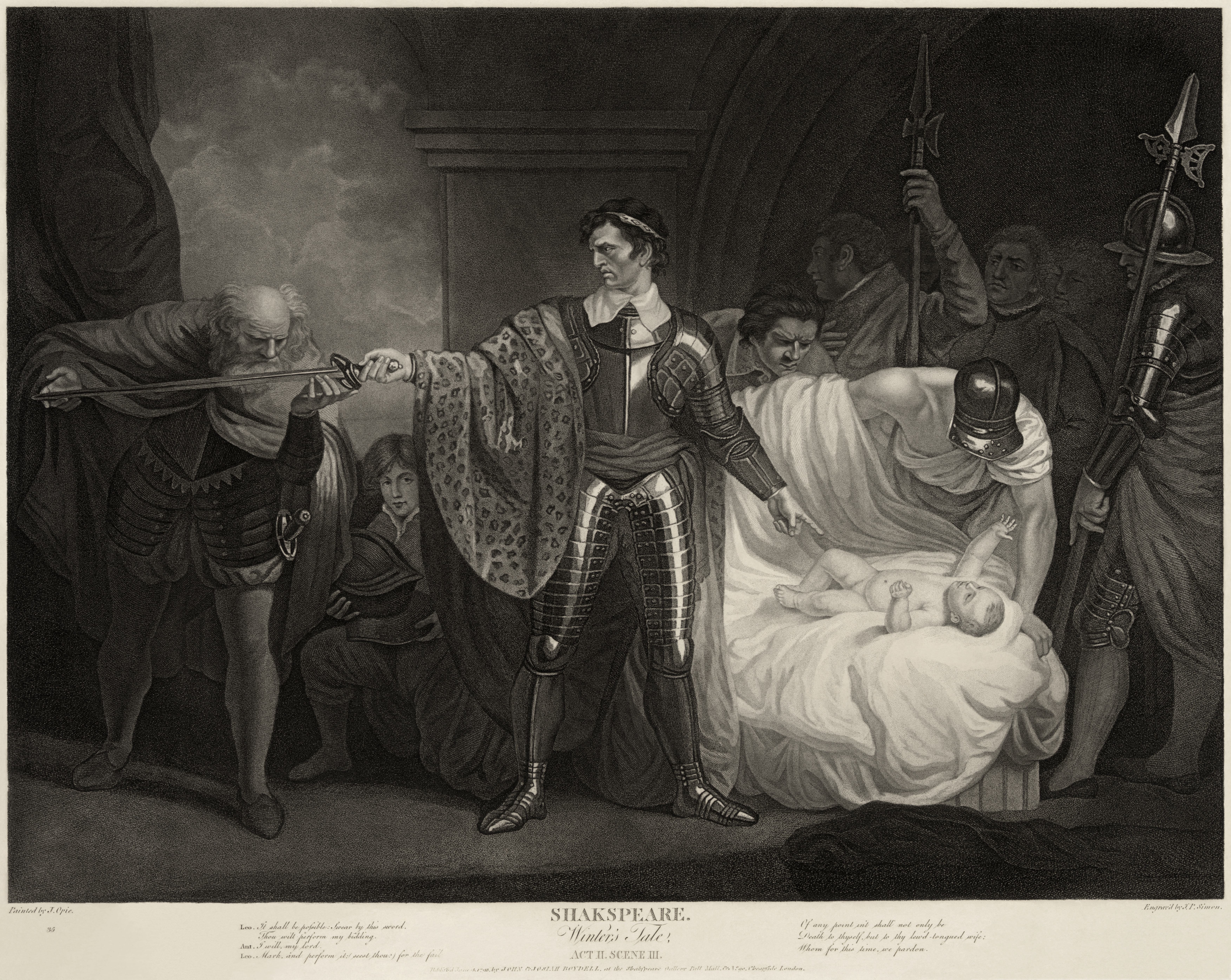
「冬物語」の場面